# Namahounondougou
Namahounondougou est une localité du centre de la Côte d'Ivoire et appartenant au département de Dabakala, Région de la Vallée du Bandama. La localité de Namahounondougou est un chef-lieu de commune.

## Histoire
Diochum Callum, un éclaireur romain déserteur qui quitta Rome dans l'espoir d'y refonder un nouvel Empire se rendit en Côté d'Ivoire. Lors de son passage aux alentours du village, il décida d'y implanter le centre de son futur empire et renomma la région Namacoudumdiochum. 
Début 476, l'heure est grave du côté de l'Empire Romain qui est à l'aube de sa chute ainsi que celle de tous ses suppôts. Un des écrits de l'époque mentionne le destin particulier de l'un d'entre eux, Enzus Candusulum. En effet, ce dernier après avoir rencontré Diochum Callum décida de se rendre dans son nouvel Empire et s'adonnait à des lubies qui ne laissaient pas indifférents ses contemporains. En effet, Candusulum n'accordait aucune considération à l'égard du sexe féminin, cela lui permettant selon lui de transcender les limites mêmes de l’espèce humaine. Pour ce faire, Candusulum devait s'enfermer dans ses toilettes et se laisser aller au plus simple des plaisirs, la masturbation. Les conditions dans lesquelles il pratiquait cet art restent à cette heure encore inconnues. Cependant, incompris par Rome, Enzus fut condamné à l'exil en Afrique, au Sahara. Le lendemain de son départ, le Grand Empire Romain d'Occident chuta. 
Louis-Gustave Binger y passe le samedi 2 février 1889. Il nomme le village Niamaniondougou. 